# Derek Forbes
Derek Forbes, né le 22 juin 1956 à Glasgow (Écosse), est un bassiste, essentiellement connu pour son travail au sein du groupe Simple Minds dont il fut membre de 1978 à 1985, puis de 1997 à 1998.
Il a été élu « Plus grand bassiste d'Ecosse de tous les temps » par les lecteurs de Dear Scotland en 2009. 

## Biographie
Derek Forbes commence sa carrière musicale avec le groupe punk rock The Subs. Il contribue à son unique single Gimme Your Heart sorti en 1978, juste avant d'intégrer Simple Minds. 
Il participe à tous les enregistrements des Simple Minds, du premier album Life in a Day jusqu'au hit Don't You (Forget About Me) en 1985.
Son départ est dû à des divergences de style musical avec le reste du groupe au cours de l'enregistrement de Don't You (Forget About Me) et avant la sortie de Once Upon a Time, qui témoigne d'un virage plus commercial. Il est cependant présent pour le tournage du vidéoclip de Don't You.
Derek Forbes rejoint alors Propaganda (où il retrouve un ex-membre des Simple Minds, le batteur Brian McGee), d'abord comme musicien de scène avant d'être intégré comme membre à part entière.
En 1995 il participe à la création du groupe japonais Oblivion Dust puis retourne dans Simple Minds, deux ans plus tard, pour l'enregistrement de Néapolis. Mais après la tournée qui suit l'album en 1998, il décide de s'en aller, invoquant à nouveau ses divergences avec le groupe et sa direction musicale.
Dans les années 2000, il forme avec un autre ancien de Simple Minds, Michael MacNeil, et Bruce Watson, le guitariste de Big Country, le groupe Fourgoodmen qui reprend des morceaux new wave. Après cette expérience musicale, il retrouve Brian McGee en 2009 pour créer Ex-Simple Minds (abrégé en XSM), qui pioche essentiellement dans le répertoire des Simple Minds, période 1978-1985. En parallèle, il joue en 2010 avec Los Mondo Bongo, formation qui rend hommage sur scène à Joe Strummer et constituée notamment de membres de The Mescaleros et du chanteur de The Alarm, Mike Peters.
Derek Forbes met entre parenthèses son activité au sein de Ex-Simple Minds pour se consacrer au groupe Big Country qu'il rejoint en septembre 2012, en remplacement du bassiste Tony Butler. Il le quitte en 2015.